# 直示天秤
直示天秤（ちょくしてんびん）は手動天秤における分銅調節を自動化し、試料の質量をデジタル表示できるようにした装置であり、1945年にエアハルト・メトラーにより発表されたと言われる。日本では島津製作所が1948年に発表したという。それまで分析化学をはじめ化学や薬学の分野で広く使われていた上皿天秤に置き換わっていったが、最近では電子天秤に取って代わられつつある。

## 原理
天秤または天秤ばかりは、てこを応用して力点または作用点の片方に測定したい試料を、他方には基準となる分銅を載せて、釣り合いがとれたときの分銅の質量から試料の質量を求める計測器である。古典的な天秤は手動で分銅を選択しながら釣り合う分銅の量を定めるものであり手動天秤と呼ばれる。手動天秤を自動化したものが直示天秤だが、そのほとんどの装置は不定比定感度型である。不定比とは支点から試料への距離と分銅への距離が等しくないことを意味し、定感度とは支点にかかる力が試料によらず一定であることを意味する。定感度型では試料皿と同じ側にあらかじめ多数の分銅を備えておき、反対側には一定質量の固定錘を備えておく。試料を載せたとき、試料皿側の分銅のいくつかを取り除いて釣り合わせる。支点にかかる力が変わると材料の変形や摩擦力の変化などにより感度が変わるが定感度型にはこのような誤差が生じない。
詳しくは外部リンクの直示天びんの原理と検査（計量標準総合センター文書）を参照されたい。